# Niecka północnosudecka
Niecka północnosudecka (depresja północnosudecka, synklinorium północnosudeckie) – rozległa jednostka geologiczna (tektoniczna) w północno-zachodniej części Sudetów. Graniczy od południa, wschodu, północnego wschodu i północy z metamorfikiem kaczawskim, który tworzy również jej podłoże.
Część granic ma charakter sedymentacyjny, a część tektoniczny.
Ma kształt niecki wydłużonej z północnego zachodu na południowy wschód. Na zachodzie wkracza na obszar Niemiec. Można w jej obrębie wyróżnić szereg stref różniących się budową geologiczną. Są to: strefa tektoniczna Warta-Osiecznica, wypiętrzenie Ołoboku, zrąb Zebrzydowej, zrąb Pieńsk-Godzieszów, półrów Lasowa, antyklina Raciborowic i synklina Grodźca. Na południowym wschodzie ma kilka odgałęzień: nieckę leszczyńską, półrów Lwówka, rów Świerzawy oraz rów Wlenia. Na południowym wschodzie, poprzez rów Świerzawy łączy się z zapadliskiem Wolbromka, które dochodzi do sudeckiego uskoku brzeżnego. Na południe od rowu Świerzawy i na południowy zachód od zapadliska Wolbromka znajduje się niewielkie, izolowane zapadlisko Wierzchosławic o podobnej budowie geologicznej.
Zbudowana jest ze skał osadowych i skał wulkanicznych, powstałych w okresie od górnego karbonu (stefan, być może westfal) do górnej kredy. Są to przede wszystkim piaskowce, mułowce, wapienie, margle, gipsy i anhydryty, a ze skał wulkanicznych: porfiry, melafiry i ich tufy.
Utwory wypełniające nieckę północnosudecką przykryte są na zachodzie osadami miocen i pliocenu. Lokalnie przebijają je trzeciorzędowe bazalty, należące do środkowoeuropejskiej prowincji bazaltowej.
Skały wypełniające nieckę północnosudecką budują podłoże części Gór Kaczawskich, Pogórza Kaczawskiego i Pogórza Izerskiego, a w części północno-zachodniej również Niziny Śląsko-Łużyckiej (Borów Dolnośląskich).